# Gare de Bayonne
Gare de Bayonne vasútállomás Franciaországban, Bayonne településen.

## Vasútvonalak
Az állomást az alábbi vasútvonalak érintik:
- Ligne de Bayonne à Allées-Marines
- Toulouse–Bayonne-vasútvonal
- Bordeaux–Irun-vasútvonal

## Kapcsolódó állomások
A vasútállomáshoz az alábbi állomások vannak a legközelebb:
- Gare de Boucau
- Gare de Biarritz
- Gare d’Urt
- Gare de Villefranque